# Spilogona malaisei
Spilogona malaisei este o specie de muște din genul Spilogona, familia Muscidae. A fost descrisă pentru prima dată de Ringdahl în anul 1920. Conform Catalogue of Life specia Spilogona malaisei nu are subspecii cunoscute.